# Bäärnhielm
Bäärnhielm, är en svensk adelsätt, vars äldste kände stamfader var löjtnanten vid Närke-Värmlands regemente Ambjörn Nilsson Bäärn, död 1695. 
Ambjörn Nilsson Bäärns son, Peter Ambjörnsson Bäärn (1648–1726), var kapten vid samma regemente och slutligen stadsmajor i Göteborg och överstelöjtnant. Sonen adlades 30 augusti 1689 med namnet Bäärnhielm. Ätten introducerades 3 november 1693 under nummer 1 196 bland adelsmän.
Originalsköldebrevet är i privat ägo. Ätten Bäärnheilm är fortjämt levande.

## Personer med namnet Bäärnhielm
- Gösta Bäärnhielm
- Mauritz Bäärnhielm
- Patrik Bäärnhielm
- Ulla Grytt, född Bäärnhielm år 1936, konstnär